# Nagari Bawan
Nagari Bawan is een bestuurslaag in het regentschap Agam van de provincie West-Sumatra, Indonesië. Nagari Bawan telt 14.569 inwoners (volkstelling 2010).